# Nzappa zap
Il Nzappa zap (noto anche come zappozap, nsapo, kilonda, kasuyu) è un'arma bianca del tipo scure tipica del Bacino del fiume Congo, in Africa centrale.

## Descrizione
Ha una lama in ferro battuto decorata spesso con due o tre teste umane, collegata a un manico di legno simile a una mazza, più largo alla base e con "testa" arrotondata, spesso rivestito di rame, bronzo o ottone. Si differenzia dalla scure da guerra perché priva di gorbia, con la lama montata su rebbi ad anello fissati all'astile.
Principalmente arma cerimoniale, è comunque arma "funzionale" usata come il tomahawk americano, ovvero sia lanciata per brevi distanze sia vibrata nella mischia.
Quest'arma proviene dalla regione superiore del Congo. Di solito era realizzato dal popolo Nsapo che prosperava industrialmente sul ferro e sul rame. Era portata dai capi dei Songye come arma cerimoniale e status symbol. Funse anche da moneta merce.
L'arma è la base etimologica del nome " Zappo Zap ", famigerato gruppo tribale Songye un tempo attivo nello Stato Libero del Congo.

## Galleria d'immagini

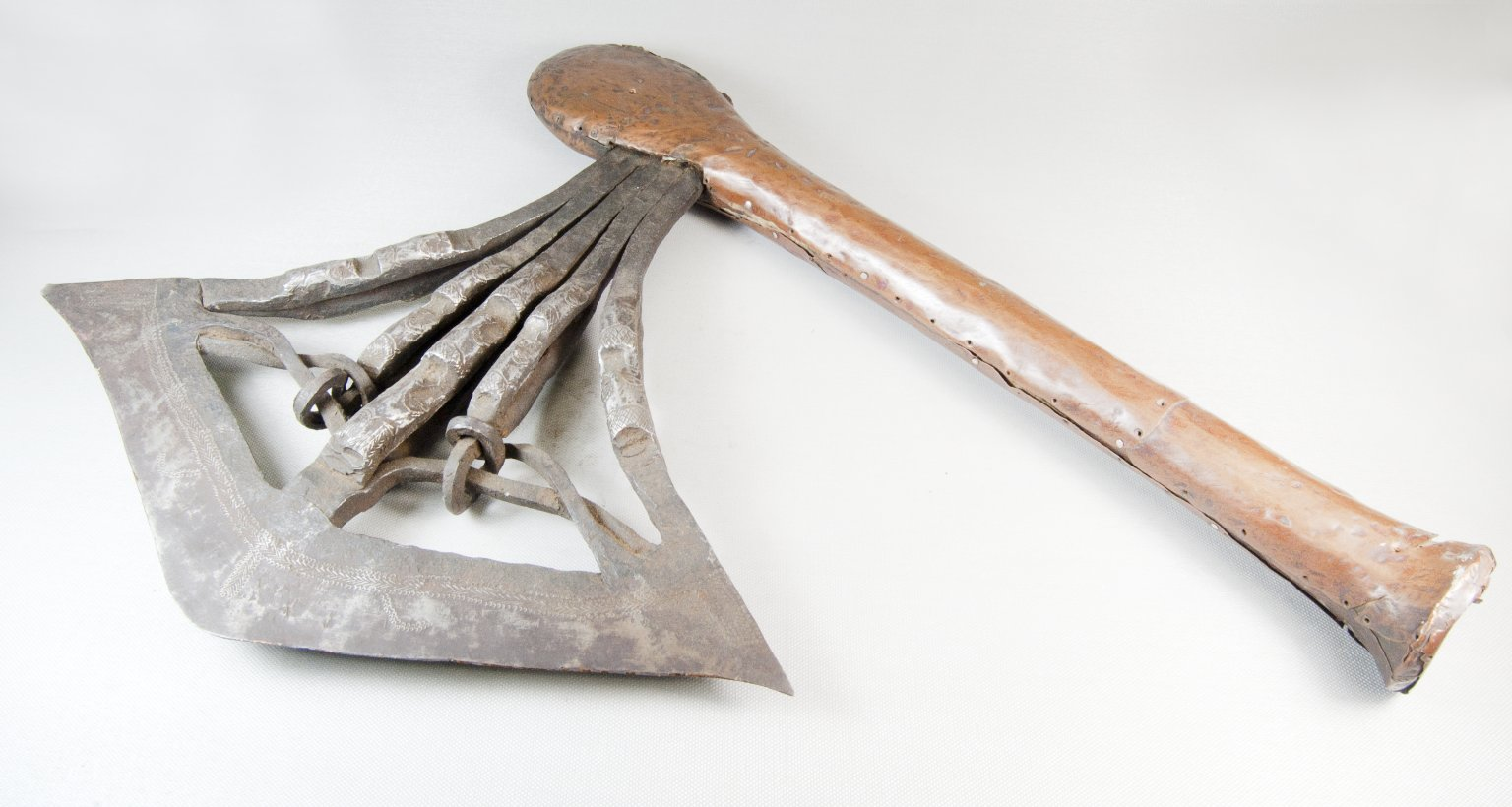
Nzappa zap, Brooklyn Museum
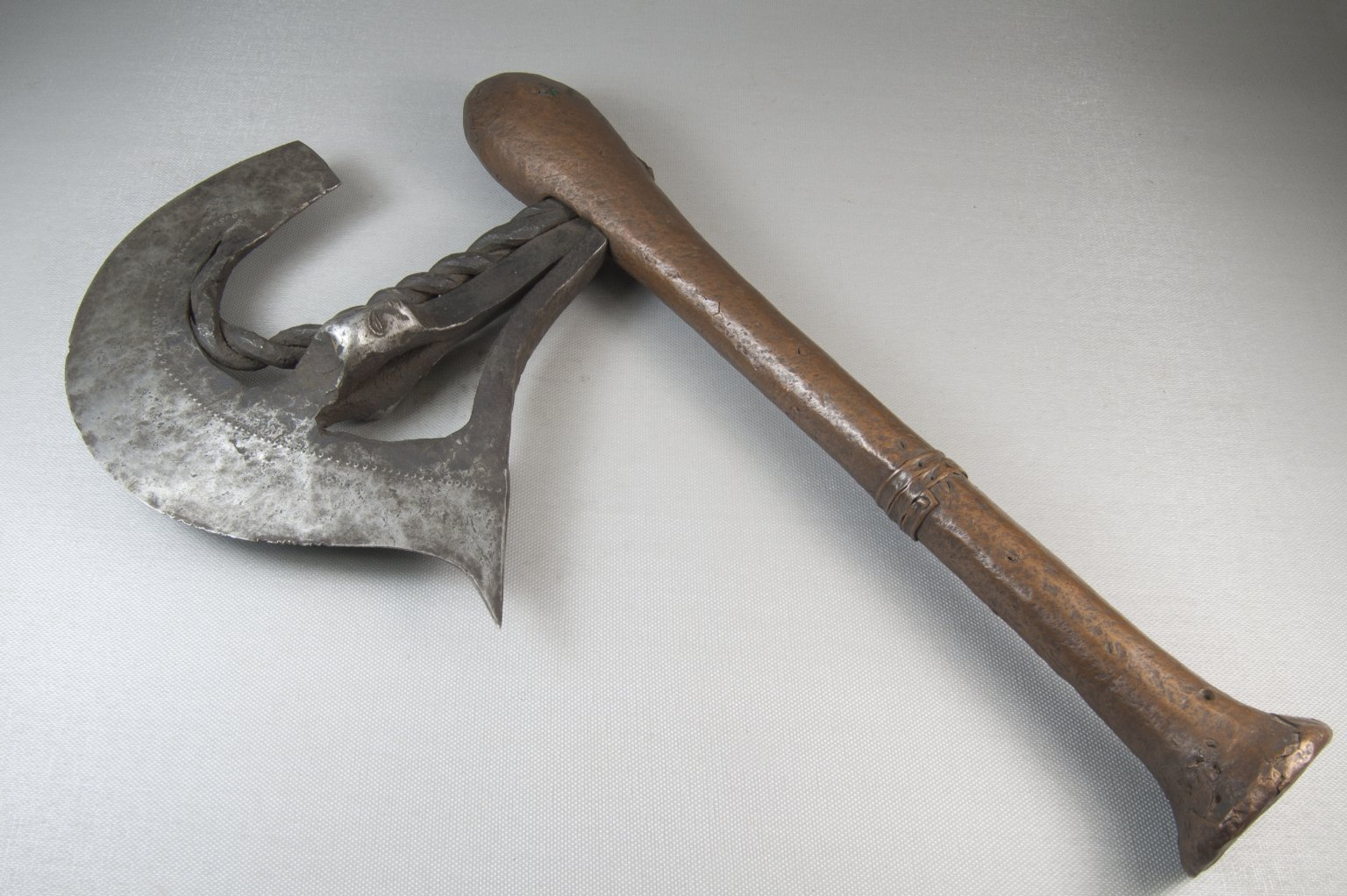
Nzappa zap o Kilonda
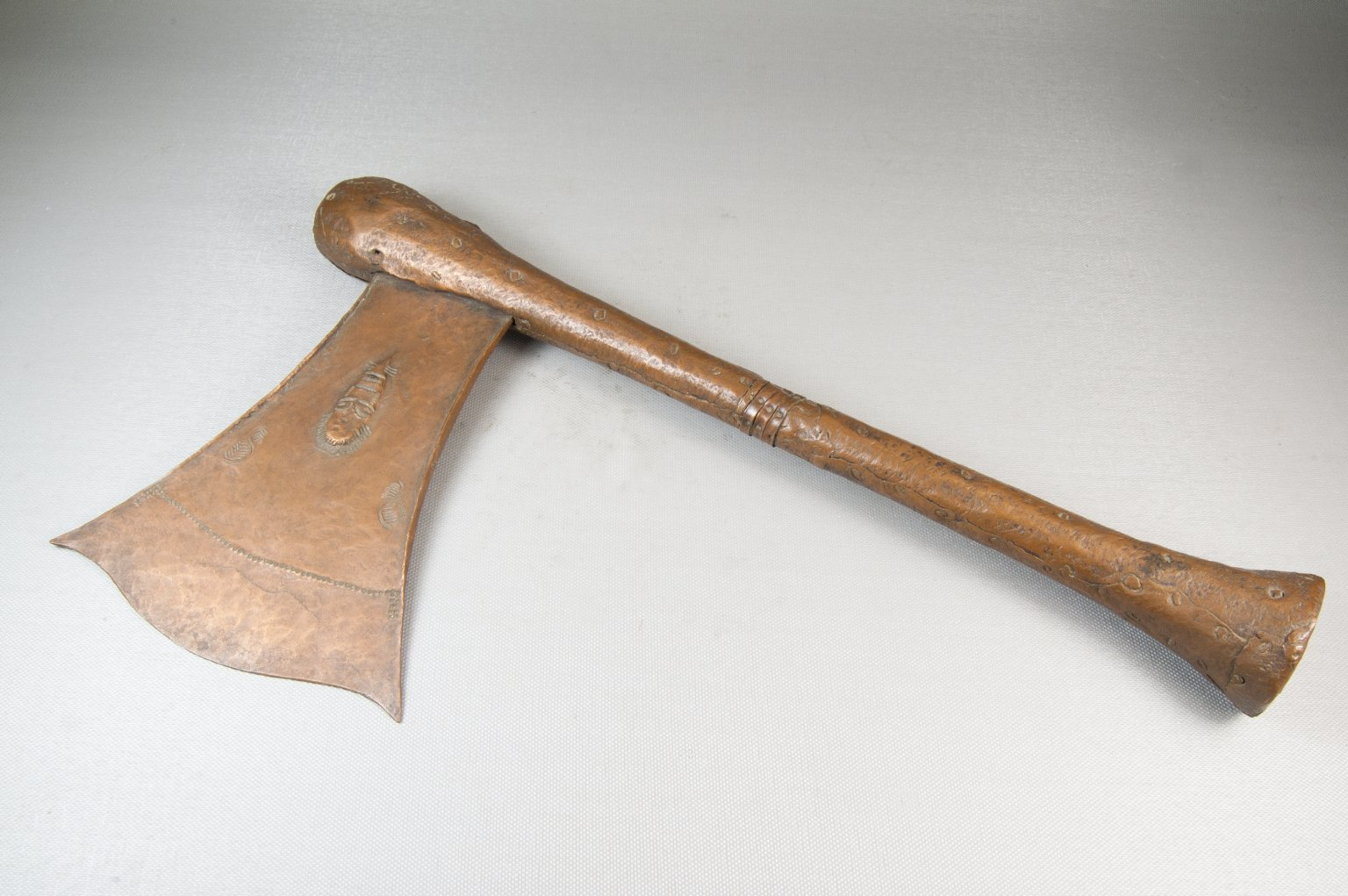
Nzappa zap o Kilonda a lama piena
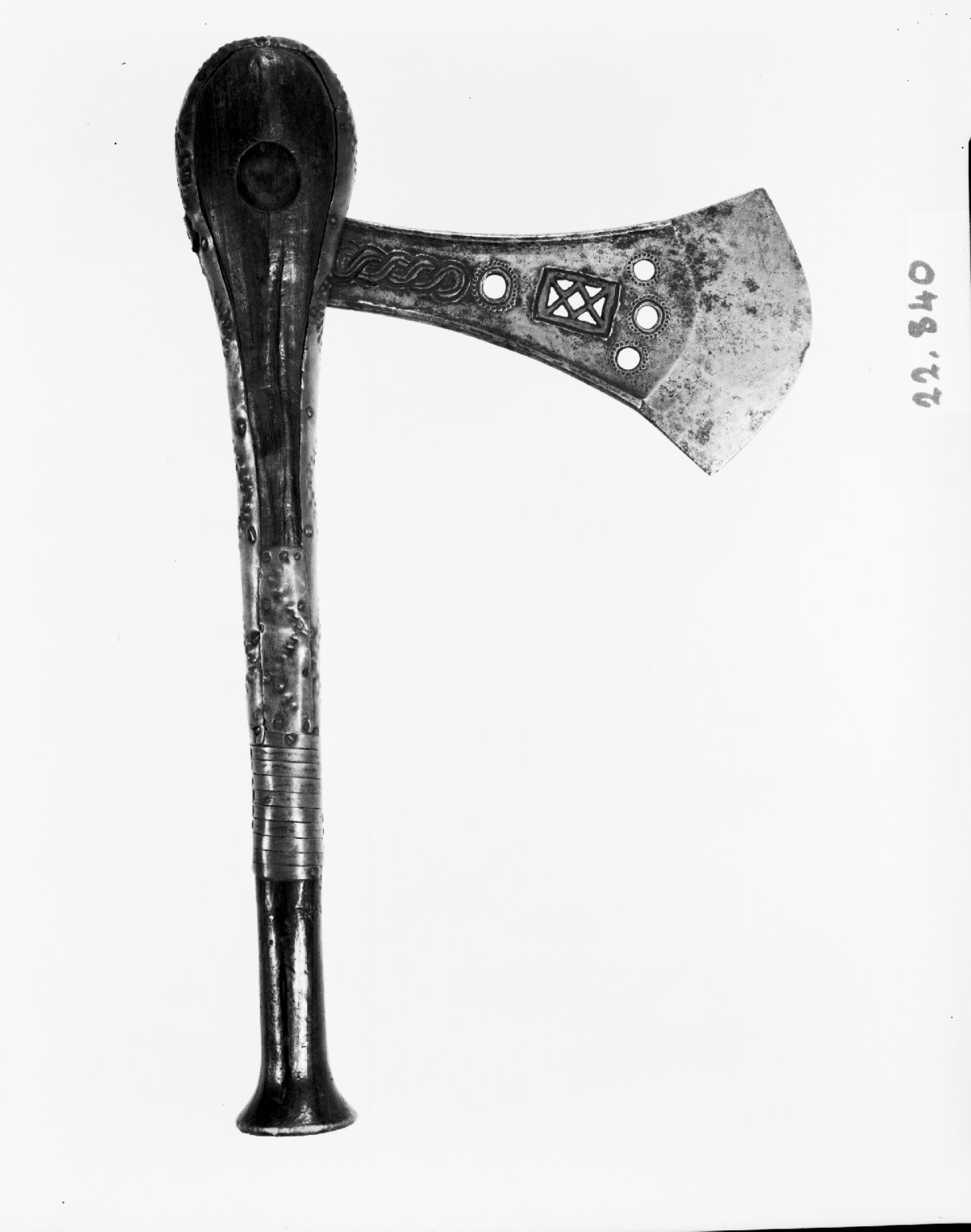
Nsapo
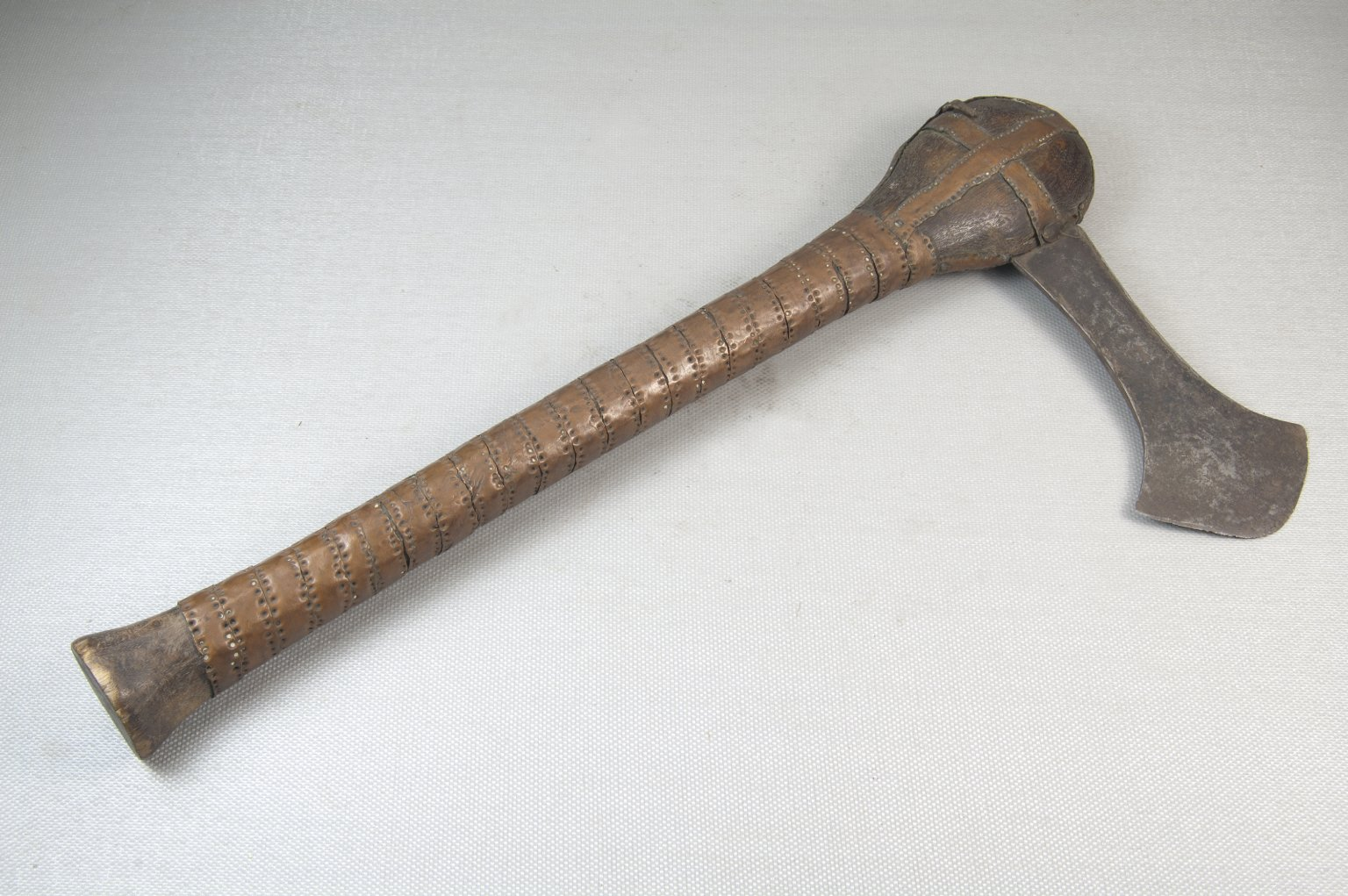
Nsapo con lama sottile
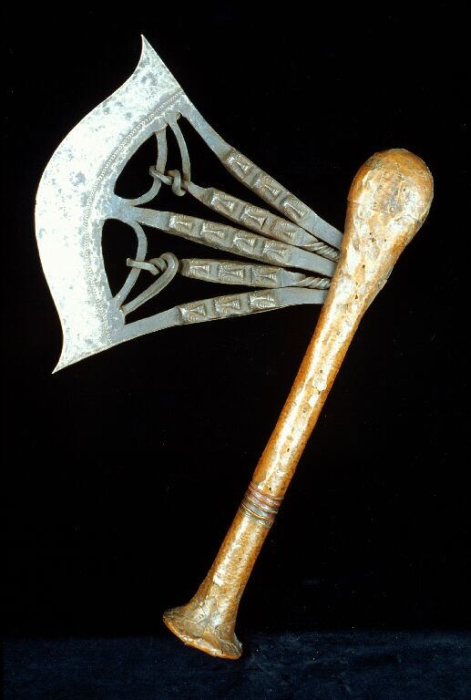
Ascia cerimoniale